# ホンダ・CD250U
CD250U（シーディーにひゃくごじゅうユー）は、本田技研工業が1988年に発売した排気量250ccクラスのオートバイである。

## 概説
1988年4月4日発表、同月8日に発売された当時としても珍しい高速道路も乗れる排気量250ccクラスのビジネスバイクである。
CDシリーズに分類されるもののベンリィシリーズとは一線を画し、1968年に発売されたドリームCD250の後継車である。型式名MA02。
CD125Tと共用のプレスバックボーン+鋼管フレームを採用。スイングアームならびにシートレールを延長し、CD125Tより若干大柄な車格を実現した。
スイングアーム延長に伴いリヤサスペンションはCD125Tより若干長くレイダウンした。
フロントにNS50Fと共用の2ポットキャリパー式ディスクブレーキを装備。
計器類は一見2眼式であるが、タコメーターは装備せず速度計のみで左側はインフォメーションランプとされた。
エンジンならびにトランスミッションは250Tシリーズ・レブルと共通のMC06E型空冷4ストロークSOHC直列2気筒エンジンに荷物積載を考慮した低めかつクロス気味に設定されたギア比の5段マニュアルトランスミッションを搭載する。
シートは一般的なダブルシートとシングルシート+大型キャリアの2種類を選択可能とした標準現金価格は、ダブルシート仕様が\330,000、シングルシート+大型キャリア仕様が\319,000とされた。

## 評価
日本国内の年間販売目標が2,000台であったことならびにビジネスバイクとしては30万円を超える価格や250クラスの軽二輪であったことから、さしたる需要が見つからず約5年で生産終了となった。
しかし、ビジネス向け車両であるため高い耐久性を持ち走行50,000kmを超えた個体も多数存在するほか、レトロ嗜好な車体デザインという面ではGB250やヤマハSR400などと比較しても知名度が低いこともあり、稀有な存在に興味を示すマニアやオーナーも存在する。
- MC06E型エンジンのパーツが新品ストック・中古も含め入手しやすい状況のほか、本モデルは日本国内では不人気により個体数が少なかったものの海外向け輸出仕様は東南アジア各国のうち特に台湾・香港向けは近年まで新車購入が可能であったことも理由にある。